# Mouillage
Pour les articles homonymes, voir Mouillage (homonymie).

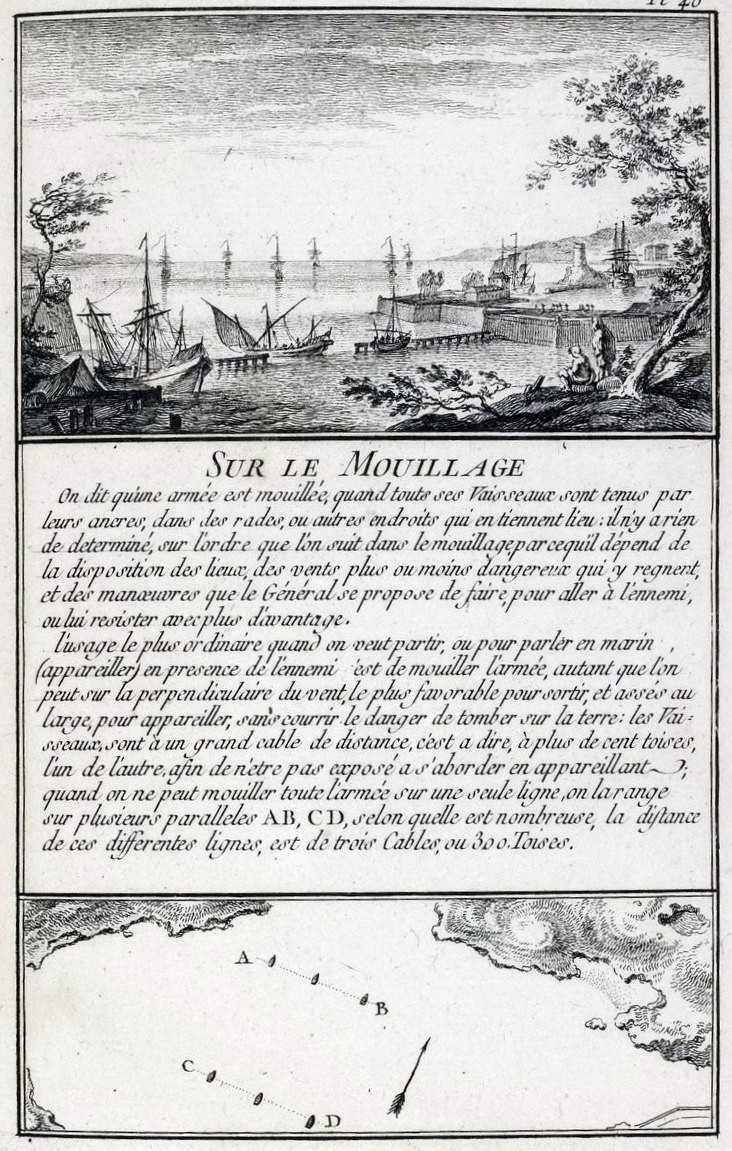
La définition d'un bon mouillage pour une flotte au XVIIIe siècle.

Le mouillage est un terme de marine qui peut désigner :
- Une zone abri ;
- Une zone d'attente conseillée pour jeter l'ancre ;
- Une bouée ou un coffre relié au fond par un cordage ou une chaîne et maintenu par un crapaud ou des ancres de corps-morts empennelés ;
- L'action d'immobiliser un bateau en mer au moyen d'une ancre, en utilisant les apparaux de mouillage (chaîne, bosses, guindeau ou cabestan, etc.) ;
- En navigation intérieure (batellerie), le mouillage désigne la profondeur d'eau à un endroit précis d'un canal ou d'une rivière navigable. C'est le mouillage qui détermine le tirant d'eau maximal des bateaux pouvant naviguer sur un canal ou une rivière.

## Zone d'abri pour un navire

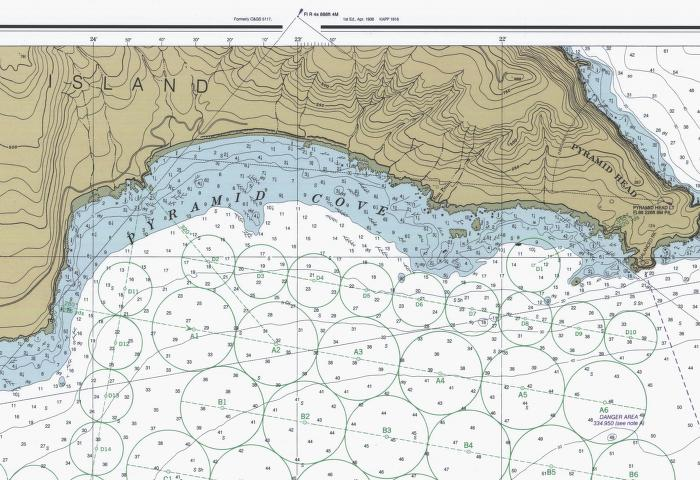
Carte d'une zone de mouillage réglementée.

Un mouillage abri est un lieu abrité du vent et des vagues le long de la côte dans lequel un bateau peut s'arrêter en sécurité en s'amarrant sur son ancre. 

Cercles d'évitage.

Le mouillage idéal peut être caractérisé de la manière suivante :
- Estuaire, baie, anse ou rade fermée sur plus de 180 degrés, coupant la houle et la mer et située sous le vent dominant (de secteur ouest en Manche et Atlantique, donc une baie ouverte vers l'est),
- Profondeur suffisamment importante à marée basse compte tenu du tirant d'eau du bateau,
- Présence de hauteurs sur la côte permettant de réduire la force du vent (quelques mètres suffisent),
- Profil général de la côte amortissant la houle (côte basse en bord de mer plutôt que falaise),
- Dimension permettant un évitage suffisamment important compte tenu des caractéristiques du bateau (taille, type d'appendice, fardage…),
- Nature des fonds facilitant l'accrochage et la tenue de l'ancre (fond vaseux ou sableux plutôt que rocheux), éviter les herbiers afin de protéger la flore et la faune,
- Des amers remarquables, voire un alignement de présentation, permettant une approche aisée, parant les dangers éventuels et facilitant une localisation précise du lieu de mouillage,
- Côte peu éloignée du lieu du mouillage fournissant un accès aisé à l'intérieur des terres si l'équipage souhaite débarquer.

Les cartes marines et les instructions nautiques ainsi que les guides de navigation indiquent les meilleurs mouillages. Toutefois, la qualité d'un mouillage dépend également de la direction du vent et de la houle. Un mouillage qui constitue un bon abri dans des conditions météorologiques données peut se transformer en piège en cas de rotation des vents ou de la houle. À l'opposé, par très beau temps et en l'absence de houle, les lieux de mouillage possibles se multiplient.

Rayon d'évitage.

L'examen d'une carte marine détaillée permet d'identifier les mouillages propices dans des conditions de mer et de vent données. Toutefois, certaines caractéristiques d'un mouillage ne peuvent être connues que par l'usage : existence de couloirs de vent, force des brises thermiques et du ressac, houle « contournant » la zone abritée, etc.

### Législation
Certains mouillages sont payants ou soumis à autorisation. Certaines zones peuvent être interdites au mouillage pour des raisons de sécurité (ex. : munitions immergées, câbles ou conduites immergés) ou de protection de la nature, dans des aires marines protégées aux fonds vulnérables par exemple. Des réflexions et expérimentations sont conduites pour mettre en place des zones des mouillages plus respectueuses de l'environnement.

## Matériel
Le mouillage ou ligne de mouillage est également l'ensemble du matériel permettant de mouiller : ancres, chaîne, bosses et éventuellement câblot textile prolongeant la chaîne.
La chaîne des lignes de mouillage de grands navires est constituée d'éléments appelés mailles, la longueur de référence utilisée est le maillon. Contrairement à sa définition à terre, le maillon n'est pas un élément de chaîne mais une longueur qui vaut 15 brasses, la brasse valant 6 pieds soit 1,80 m approximativement. Le maillon de chaîne mesure donc à peu près 27,50 m pour le maillon de manière générale soit 30 mètres. Un grand navire est généralement gréé de deux lignes de mouillage comprenant chacune de 8 à 14 maillons, les maillons sont reliés entre eux par des mailles démontables, les lignes de mouillage étant stockées à bord dans un compartiment appelé puits aux chaînes.

## Manœuvre
Le mouillage est également la manœuvre consistant à mouiller c'est-à-dire à poser l'ancre dans un mouillage. On peut mouiller avec de l'erre en avant ou en arrière. 
Une des manœuvres possibles :
- venir à l'endroit choisi en fonction de l'évitage attendu et de la place disponible,
- larguer l'ancre avec une longueur de chaîne en rapport avec la profondeur (3 fois la profondeur),
- étaler la chaîne en faisant culer (aller en arrière, reculer) le navire pour faire crocher l'ancre (on dit « faire tête », car dès que l'ancre a croché, le navire qui avait commencé à dériver va être rappelé par la tension de la chaîne),
- filer une longueur supplémentaire de chaîne (ou éventuellement de câblot), suffisante pour parer aux conditions météorologiques prévisibles.

Il existe des techniques de mouillage particulières pour répondre à des conditions de temps ou des dispositions de lieux spécifiques :
- l'empennelage : le mouillage est rallongé avec une deuxième ligne de mouillage permettant une meilleure tenue par vents forts.
- l'affourchage qui consiste à mouiller deux ancres en « V » sur l'avant avec un angle compris entre 60 et 120 degrés. Cette technique garantit une meilleure tenue du mouillage et permet de diminuer le secteur d'évitage du navire.
- l'embossage (ou mouillage tête et cul) nécessite le mouillage de deux ancres : une à l'avant du navire (une ancre principale) et une autre à l'arrière (dite « ancre de détroit » ou secondaire). Cette technique est utilisée dans des mouillages très près des côtes ou encombrés, afin de supprimer l'évitage.

### Faire peneau
En raison de la gravité, le dévidement de la ligne de mouillage est accéléré par le poids de la chaîne. Devenue excessive, sa vitesse risquerait d'entraîner des avaries aux apparaux de mouillage (ancre, extrémité de chaîne, frein du guideau…).
Par grands fonds (supérieurs à 35 mètres) il convient donc de faire peneau.
Cette action consiste, préalablement au mouillage proprement dit, à dévirer (via le barbotin) une quantité de chaîne telle que l'ancre se trouve à une quinzaine de mètres au-dessus du fond prévu à l'endroit du mouillage, puis de mettre en place sur la chaîne une bosse largable. Au point prévu, il n'y a plus qu'à débrayer le barbotin, desserrer le frein du guindeau et larguer la bosse de retenue de la chaîne.
Ainsi la longueur (réduite) de chaîne dévidée ne risquera-t-elle pas d'endommager la ligne de mouillage du navire.

### Mouillage méditerranéen
Il s'agit de mettre le navire le cul à quai, et de le maintenir en équilibre avec les deux ancres et les aussières arrières. Avantages : les aléas de la météo n'affectent pas la position.
| Approche parallèle avec une petite erre en avant : 1. A- Mouillage de l'ancre tribord frein ouvert. Stop machine. 2. B- Le navire continue sur son erre, mais comme tribord est à l'eau, il va éviter sur tribord doucement. 3. C- Mouillage de l'ancre bâbord, machine arrière. (sur schéma hélice pas à droite). 4. D- Laisser culer vers le quai (frein ouvert) 5. E- À l'approche du quai commencer à étaler sur les chaînes d'ancre, envoyer les toulines à quai. 6. E1- Équilibrer les deux ancres avec la machine en arrière. 7. E2- Une fois les aussières équilibrées à l'arrière, stopper. Rééquilibrer le tout (aussières et ancres). 8. Problèmes rencontrés : Il faut que l'ancre parte au moment décidé, mieux vaut les descendre au ras de l'eau avant l'approche. |

S'il n'est pas nécessaire d'avoir des angles très précis, ni une symétrie parfaite, cette manœuvre n'est quand même pas très facile à effectuer.

### Amarrage sur bouée ou coffre
On appelle également mouillage, un point d'amarrage permanent constitué d'un flotteur (bouée ou coffre), maintenu en position fixe par un corps-mort posé au fond, dans un endroit abrité. Ce mouillage peut être réservé aux navires visiteurs (dans les ports) ou être la propriété d'un particulier, ou d'une compagnie de navigation.
La manœuvre d'amarrage s'appelle une prise de coffre. Elle consiste à relier le bateau à la bouée au moyen d'une aussière ou, avec la chaîne d'une ligne de mouillage qui sera maillée sur l'organeau du coffre, après avoir dessaisi l'ancre (dans le cas d'un séjour prolongé). Dans ce cas la manœuvre nécessite la mise à l'eau d'une embarcation ou l'utilisation de bateaux de lamanage.